# Thái tử Đảng
Thái tử Đảng (chữ Hán: 太子黨) là một danh xưng không chính thức mang ý nghĩa châm biếm, dùng để chỉ tầng lớp con cháu của các quan chức cao cấp nổi bật và có ảnh hưởng ở Cộng hòa Nhân dân Trung Hoa. Bằng một cách không chính thức, tầng lớp này thường được hưởng nhiều đặc ân của nhà nước. Do đó, tầng lớp con cháu này có nhiều cơ hội để được quy hoạch để làm lãnh đạo trong tương lai, dù hình thức bên ngoài vẫn biểu hiện bởi các nguyên tắc dân chủ như thông qua bầu cử; hoặc tìm kiếm các cơ hội kinh doanh, tích lũy khối lượng tài sản khổng lồ mà những người dân thường không thể nào có được.

## Từ nguyên
Trong lịch sử Trung Quốc, thuật ngữ Thái tử Đảng thường được dùng để chỉ tập hợp các thế lực chính trị tập trung xung quanh hạt nhân là người kế vị Hoàng đế trong tương lai, thường là Thái tử, để hình thành một bè phái chính trị trong triều đình. Như vào đời Đường Cao Tổ, Thái tử Lý Kiến Thành cấu kết với Tề vương Lý Nguyên Cát để hình thành một bè phái chính trị nhằm loại trừ ảnh hưởng của Tần vương Lý Thế Dân. Hoặc vào đời Thanh Khang Hy, nhằm nắm chắc thế lực kế vị, Thái tử Dận Nhưng đã liên kết với nhiều thân vương, văn thần võ tướng để hình thành một thế lực chính trị lớn trong triều đình.
Đầu thế kỷ 20, thuật ngữ này được dùng nhóm chính trị gia tập hợp xung quanh hạt nhân là Viên Khắc Định, con trai của Viên Thế Khải, Tổng thống Trung Hoa Dân quốc (về sau tự xưng Hoàng đế). Về sau, nó được dùng mô tả nhóm con cháu thuộc tứ đại gia tộc Tưởng - Tống - Khổng - Trần (Tưởng Giới Thạch - Tống Gia Thụ - Khổng Tường Hy - Trần Lạp Phu), nhờ thế lực của các trưởng bối mà thăng tiến nhanh trong chính trị và quân sự. Sau khi chính phủ Quốc dân Đảng mất quyền kiểm soát ở đại lục, tại Đài Loan, thuật ngữ Thái tử Đảng được dùng để chỉ nhóm nhóm chính trị gia tập hợp xung quanh Tưởng Kinh Quốc, người được xem là chắc chắn kế vị cha mình là Tưởng Giới Thạch.
Hiện tại, thuật ngữ Thái tử Đảng thỉnh thoảng vẫn được dùng tại Đài Loan để chỉ trường hợp cha con cùng nằm chức vụ trong chính quyền như cha con Tổng thống Trung Hoa Dân quốc Mã Anh Cửu - Mã Hạc Lăng, Thị trưởng Đài Bắc Hác Long Bân - Hác Bách Thôn, huyện trưởng Đào Viên Ngô Chí Dương - Ngô Bá Hùng...
Hạt giống đỏ là những cá nhân trẻ tuổi được quy hoạch trước sẽ làm lãnh đạo trong hệ thống Đảng Cộng sản tại các nước Cộng sản như Việt Nam, Trung Quốc. Tại Trung Quốc, Hạt giống đỏ (tiếng Anh: "great red hope") dùng để chỉ con cháu các (cựu) lãnh đạo của Trung Quốc, được hưởng các đặc ân của nhà nước và được quy hoạch để làm lãnh đạo trong tương lai. Khái niệm này khác với khái niệm "các thế hệ lãnh đạo" của Trung Quốc, khi mà trước kia việc quy hoạch lãnh đạo dựa vào quá trình đấu tranh cách mạng, còn hiện nay "hạt giống đỏ" chủ yếu là con cháu.
Vì vậy, Đảng Cộng sản Trung Quốc hiện nay được báo chí nước ngoài gọi là "Thái tử Đảng", có nghĩa là Đảng của con cháu các cựu lãnh đạo, được quy hoạch đưa lên làm lãnh đạo. Thế hệ hạt giống đỏ nhiều người được đi học tại Mỹ và được quy hoạch sẽ đưa về làm lãnh đạo. Tuy nhiên, có nhiều vấn đề về thế hệ con cháu này, đặc biệt là họ quen với giàu sang và scandal.